# Ontmoetingskerk (Amersfoort)
De Ontmoetingskerk is een van oorsprong Nederlands Hervormd kerkgebouw, gelegen aan Ringweg Dorrestein 9.
De kerk werd in 1966 in gebruik genomen. De architect was Teus van Hoogevest. Het betreft een zaalkerk in modernistische stijl. Het belangrijkste materiaal is baksteen en het gebouw heeft een licht puntige voorgevel, versierd met een sober kruis. Typerend zijn ook enkele gebogen muurvlakken. De aangebouwde toren is uitgevoerd in open beton en bevat een tweetal klokken.
Het gebouw werd in 1984 onttrokken aan de eredienst. Er kwam een uitvaartcentrum in het gebouw, waarbij het uiterlijk van de kerk goed behouden bleef. In 2019 betrok het uitvaartcentrum een nieuwbouwpand in het naast gelegen perceel. In 2020 werd er begonnen met een verbouwing van de voormalige kerk waardoor er 4 appartementen werden gerealiseerd. 